# Avala
Avala (Servisch Cyrillisch: Авала) is een berg in het zuidoosten van Belgrado, Servië. De top van de berg bevindt zich op ruim 511 meter boven zeeniveau en kijkt uit op de stad Belgrado en de regio's Vojvodina en Šumadija.
De berg heeft sinds 1859 de status van natuurmonument. In 1936, toen Servië nog deel uitmaakte van Joegoslavië, werd het gebied voorgedragen als nationaal park.
Op 23 november 1923 werd op de berg het graf van de onbekende soldaat ingehuldigd, als symbool van de gesneuvelde soldaten in de Eerste Wereldoorlog.